# 아난다 쿠마라스와미
아난다 쿠마라스와미(타밀어: ஆனந்த குமாரசுவாமி, 1877년 8월 22일 ~ 1947년 9월 9일)는 스리랑카의 철학자이자 미술사가이다.

## 같이 보기
- 르네 게농
- 불이일원론